# Wszołowica
Wszołowica zwana inaczej malofagozą jest chorobą pasożytniczą zwierząt powodowaną przez owady z rzędu Phthiraptera nazywanymi tradycyjnie wszołami. Wszołowica występuje przede wszystkim u zwierząt zaniedbanych, niedożywionych lub u takich, które są opadnięte przez inne pasożyty. Chorobotwórczość pasożytów jest znikoma przy ich niewielkiej liczbie. Powodują one niepokój, świąd skóry. Odżywiają się złuszczonym nabłonkiem, odłamkami włosów. Wyjątkowo i tylko niektóre karmią się krwią i to tylko z ran i zadrapań które powstały bez ich udziału. U ssaków problem wszołowicy dotyczy przede wszystkim koni, bydła, owiec, psów, kotów. U ptaków wszystkie gatunki ptactwa domowego mogą chorować na tę chorobę. Wszołowice zwierząt hodowlanych powodują wszoły z podrzędu Amblycera.
Rozpoznanie opadnięcia tymi pasożytami polega na stwierdzeniu obecności samych pasożytów lub ich jaj na skórze.
Wszołowicę leczymy poprzez  opylanie lub kąpiele w środkach owadobójczych. U ptactwa dodatkowo można stosować kąpiele piaskowe.